# Box-office France 2021
Cet article présente le box-office en France au cours de l'année 2021.

## Bilan
En raison de la pandémie de Covid-19, les cinémas ne rouvrent que le 19 mai. Les films en salle sont alors un mélange de nouvelles sorties (Demon Slayer, Mandibules,...) et de films à l'affiche juste avant la fermeture (Adieu les cons, Drunk,...).
Le retour du public se confirme en juillet. Black Widow est le premier film de l'Univers cinématographique Marvel à sortir en salle depuis le début de la pandémie, le 7 juillet, et réalise près d'un million d'entrées en une semaine. Fast and Furious 9, avec 1,3 million d'entrées en une semaine (il sera dépassé par Mourir peut attendre en octobre), est le meilleur démarrage depuis le début de la pandémie.
Mais le 21 juillet, le passe sanitaire est mis en place et conduit à la déprogrammation de plusieurs films, dont Snake Eyes ou Eiffel. Le pass sanitaire nécessitant obligatoirement deux doses de vaccin, au stade de sa mise en application, la moitié des français ne disposaient pas d'un schéma vaccinal complet et, du jour au lendemain, ne peuvent plus fréquenter les cinémas. Ce taux monte même aux trois-quarts pour les 18-49 ans, dont la vaccination a été ouverte le 11 mai avec six semaines de battement entre deux doses (délai ensuite réduit à trois semaines).
C'est ce même jour que sort le très attendu Kaamelott : Premier Volet, qui réalise près d'un demi million d'entrées en deux jours - dont 300 000 en avant-première le 20 juillet, dernier jour d'accessibilité des cinémas sans passe sanitaire et qui représentait pour beaucoup de français la dernière occasion d'aller au cinéma avant de devoir terminer leur schéma vaccinal pour y retourner. Certains cinémas, pour contourner l'obligation du passe (s'appliquant au-delà d'une capacité d'accueil de 50 personnes), limitent la capacité des salles à 49 places, mais un décret corrige ce contournement le 8 août, rendant obligatoire le passe même dans les plus petites salles.
Malgré le passe, les studios décident néanmoins globalement de poursuivre leur programme de sortie de films. Certains réalisent de bons résultats (BAC Nord, OSS 117, La Pat Patrouille, Baby Boss 2), mais la plupart sont un échec, pour certains malgré un bon accueil critique de la presse et du public (The Suicide Squad), notamment du fait que les jeunes adultes, cœur de cible du film, n'avaient pas terminé leur schéma vaccinal pour être capables de retourner en salles.
Au-delà du pass et de l'envie des spectateurs de passer du temps en extérieur après plusieurs épisodes de confinement, la sortie en simultanée de certains films, aux États-Unis, en salle et sur les plates-formes de téléchargement légal, conduit également à pénaliser les entrées. Par exemple, Black Widow et The Suicide Squad sortent simultanément sur Disney+ pour l'un et sur HBO MAX pour l'autre et ne réalisent pas le résultat espéré au niveau du box-office. Conscients du problème, Disney et Warner Bros décalent la sortie des films sur leur service de streaming 45 jours après leur sortie en salle. Free Guy est le premier film pour lequel cette nouvelle stratégie est utilisée aux États-Unis et réalise des entrées bien plus conformes aux attentes, malgré un résultat plutôt décevant en France.
Fin août, Kaamelott : Premier Volet devient le film réalisant le plus d'entrées depuis le début de la crise sanitaire, malgré sa sortie concomitante à la mise en place du pass sanitaire.
Début septembre, Shang-Chi réalise un excellent démarrage avec 150 millions de dollars en 3 jours (dépassant ainsi son budget). En France, sa réussite est moindre, le public se réservant pour Dune, qui sort en France bien avant les États-Unis. A la fois succès critique et public, le film fait un excellent démarrage et se place au niveau de Kaamelott : Premier Volet pour ses deux premières semaines d'exploitation.
De mi-septembre à mi-octobre, les grands studios peuvent enfin sortir leurs films qui ont soit été reportés à différentes dates, soit attendus. Le succès de Bac Nord (2,2 millions d'entrées), Dune (3,1 millions d'entrées) et de Shang Chi (1,3 million d'entrées en France mais 400 millions de dollars dans le monde ce qui est un des plus grands succès de la réouverture) ont rouvert la voie et cela a permis aux États-Unis de sortir plus tôt Venom: Let There Be Carnage après le démarrage record de Shang Chi outre-Atlantique là où un report était prévu. Début octobre, le public peut enfin découvrir en salles le nouveau James Bond, Mourir peut attendre, attendu au tournant après 22 mois d'attente supplémentaires et s'offre un démarrage explosif en salles faisant les meilleurs chiffres depuis la réouverture avec plus de 2 millions d'entrées en deux semaines, se plaçant alors dans le top 5 des plus grands succès de l'année au box office. En moins d'un mois, il devient le plus gros succès du box office français depuis Star Wars : L'ascension de Skywalker pour atteindre près de 4 millions d'entrées au bout de 7 semaines.
Les vacances scolaires permettent de redynamiser les fréquentations profitant aux blockbusters James Bond et Venom, mais aussi au film français Eiffel ou à des films familiaux comme Le Loup et le Lion ou La Famille Addams 2. L'opus du MCU Les Éternels commence très bien le mois de novembre avec près de 800 000 entrées pour sa première semaine et est suivi du très attendu Aline et de Les Bodin's en Thaïlande qui font tous deux respectivement la 3e et 4e meilleure première semaine pour un film français (derrière Kaamelott et OSS 117).
Fin novembre à mi-décembre, l'arrivée d'un nouveau variant nommé Omicron sème l'inquiétude et malgré un excellent mois de novembre en termes d'entrées et de nouveautés comme Encanto, Madres paralelas ou encore House of Gucci, la fréquentation salles diminue malgré l'arrivée des derniers gros films de l'année (West Side Story, Les Tuche 4, SOS Fantômes : L'Héritage). Cependant, la sortie du tant attendu Spider-Man: No Way Home provoque un immense raz de marée et signe le meilleur démarrage depuis 2019 et faisant en une semaine plus de 2,8 millions d'entrées en France (dans le monde, il fait un démarrage à plus de 700 millions de dollars). Grâce aux vacances scolaires de fin d'année, la plupart des films se relancent en plus de l'arrivée de Matrix Resurrections et de Tous en scène 2 juste avant la fin de l'année.
Finalement, après un début d'année difficile, l'année 2021 se termine avec 96 millions d'entrées en totalité. Bien que ce soit inférieur à 2019 (213 millions) et 2018 (201 millions), c'est déjà mieux que 2020 (65 millions); ce qui montre que l'envie de voir des films en salles est toujours présente malgré l'envol des plateformes. Enfin, 24 films ont dépassé le million d'entrées, soit 11 de plus qu'en 2020 (mais 27 de moins qu'en 2019). La fréquentation des salles devient encourageante mais reste inférieure à une année normale.

## Films sortis en 2021 ayant dépassé1 000 000 de spectateurs
| Class. | Titre                                     | Pays           | Réalisateur                                      | Box-Office France |
| ------ | ----------------------------------------- | -------------- | ------------------------------------------------ | ----------------- |
| 1      | Spider-Man: No Way Home                   |                | Jon Watts                                        | 7 337 229         |
| 2      | Mourir peut attendre                      |                | Cary Joji Fukunaga                               | 4 021 704         |
| 3      | Encanto : La Fantastique Famille Madrigal |                | Byron Howard, Jared Bush et Charise Castro Smith | 3 357 080         |
| 4      | Dune                                      |                | Denis Villeneuve                                 | 3 165 270         |
| 5      | Tous en scène 2                           |                | Garth Jennings                                   | 2 710 493         |
| 6      | Kaamelott : Premier Volet                 |                | Alexandre Astier                                 | 2 658 026         |
| 7      | Les Tuche 4                               | Olivier Baroux | 2 436 419                                        |                   |
| 8      | BAC Nord                                  | Cédric Jimenez | 2 218 308                                        |                   |
| 9      | Fast and Furious 9                        |                | Justin Lin                                       | 2 025 112         |
| 10     | Conjuring : Sous l'emprise du Diable      | Michael Chaves | 1 887 284                                        |                   |
| 11     | Les Éternels                              | Chloé Zhao     | 1 759 065                                        |                   |
| 12     | Black Widow                               | Cate Shortland | 1 717 172                                        |                   |
| 13     | Les Bodin's en Thaïlande                  |                | Frédéric Forestier                               | 1 643 290         |
| 14     | Venom: Let There Be Carnage               |                | Andy Serkis                                      | 1 630 899         |
| 15     | OSS 117 : Alerte rouge en Afrique noire   |                | Nicolas Bedos                                    | 1 625 689         |
| 16     | Eiffel                                    |                | Martin Bourboulon                                | 1 502 329         |
| 17     | La Pat' Patrouille : Le Film              |                | Cal Brunker                                      | 1 458 977         |
| 18     | Cruella                                   |                | Craig Gillespie                                  | 1 454 789         |
| 19     | Shang-Chi et la Légende des Dix Anneaux   |                | Destin Daniel Cretton                            | 1 414 559         |
| 20     | Aline                                     |                | Valérie Lemercier                                | 1 318 562         |
| 21     | Boîte noire                               |                | Yann Gozlan                                      | 1 183 191         |
| 22     | Le Loup et le Lion                        |                | Gilles de Maistre                                | 1 164 066         |
| 23     | Les Croods 2 : Une Nouvelle ère           |                | Joel Crawford                                    | 1 100 998         |
| 24     | Illusions perdues                         |                | Xavier Giannoli                                  | 1 003 250         |
| 25     | Baby Boss 2 : Une affaire de famille      |                | Tom McGrath                                      | 1 002 356         |

## Films sortis en 2021 ayant dépassé 500 000 spectateurs
En raison de la pandémie de COVID-19, la fréquentation des cinémas a fortement diminué. Pour un meilleur aperçu du box-office cette année-là, un tableau représentant les films semi-millionnaires est nécessaire.
| Class. | Titre                                                           | Pays           | Réalisateur                       | Box-Office France |
| ------ | --------------------------------------------------------------- | -------------- | --------------------------------- | ----------------- |
| 26     | Matrix Resurrections                                            |                | Lana Wachowski                    | 972 644           |
| 27     | La Famille Addams 2 : Une virée d'enfer                         |                | Greg Tiernan et Conrad Vernon     | 951 267           |
| 28     | The King's Man : Première mission                               |                | Matthew Vaughn                    | 923 001           |
| 29     | Pierre Lapin 2 : Panique en ville                               |                | Will Gluck                        | 898 152           |
| 30     | Jungle Cruise                                                   |                | Jaume Collet-Serra                | 840 536           |
| 31     | House of Gucci                                                  | Ridley Scott   | 798 747                           |                   |
| 32     | Demon Slayer: Kimetsu no Yaiba - Le film : Le train de l'Infini |                | Haruo Sotozaki                    | 727 889           |
| 33     | The Suicide Squad                                               |                | James Gunn                        | 714 782           |
| 34     | Clifford                                                        |                | Walt Becker                       | 669 646           |
| 35     | Ron débloque                                                    |                | Sarah Smith et Jean-Phillipe Vine | 663 002           |
| 36     | Mes très chers enfants                                          |                | Alexandra Leclère                 | 654 257           |
| 37     | West Side Story                                                 |                | Steven Spielberg                  | 647 063           |
| 38     | Sans un bruit 2                                                 | John Krasinski | 646 817                           |                   |
| 39     | Madres paralelas                                                |                | Pedro Almodóvar                   | 632 239           |
| 40     | La Panthère des Neiges                                          |                | Marie Amiguet et Vincent Munier   | 626 150           |
| 41     | SOS Fantômes : L'Héritage                                       |                | Jason Reitman                     | 620 023           |
| 42     | Nomadland                                                       | Chloé Zhao     | 618 673                           |                   |
| 43     | The Father                                                      |                | Florian Zeller                    | 611 385           |
| 44     | Free Guy                                                        |                | Shawn Levy                        | 598 253           |
| 45     | Tom et Jerry                                                    | Tim Story      | 595 039                           |                   |
| 46     | Le Trésor du Petit Nicolas                                      |                | Julien Rappeneau                  | 519 512           |

## Les records par semaine
| Semaines    | Titre                                     | Pays                                             | Réalisateur                                      | Entrées   |
| ----------- | ----------------------------------------- | ------------------------------------------------ | ------------------------------------------------ | --------- |
| 1re semaine | Spider-Man: No Way Home                   |                                                  | Jon Watts                                        | 2 867 515 |
| 2e semaine  | Spider-Man: No Way Home                   | 1 737 100                                        | Jon Watts                                        |           |
| 3e semaine  | Spider-Man: No Way Home                   | 1 013 337                                        | Jon Watts                                        |           |
| 4e semaine  | Mourir peut attendre                      |                                                  | Cary Joji Fukunaga                               | 602 815   |
| 5e semaine  | Encanto : La Fantastique Famille Madrigal |                                                  | Byron Howard, Jared Bush et Charise Castro Smith | 429 418   |
| 6e semaine  | Encanto : La Fantastique Famille Madrigal | 249 069                                          | Byron Howard, Jared Bush et Charise Castro Smith |           |
| 7e semaine  | Dune                                      |                                                  | Denis Villeneuve                                 | 160 498   |
| 8e semaine  | Spider-Man: No Way Home                   |                                                  | Jon Watts                                        | 128 815   |
| 9e semaine  | Spider-Man: No Way Home                   | 135 634                                          | Jon Watts                                        |           |
| 10e semaine | Spider-Man: No Way Home                   | 101 642                                          | Jon Watts                                        |           |
| 11e semaine | Encanto : La Fantastique Famille Madrigal | Byron Howard, Jared Bush et Charise Castro Smith | 62 656                                           |           |
| 12e semaine | Encanto : La Fantastique Famille Madrigal | Byron Howard, Jared Bush et Charise Castro Smith | 85 323                                           |           |
| 13e semaine | Encanto : La Fantastique Famille Madrigal | Byron Howard, Jared Bush et Charise Castro Smith | 78 822                                           |           |
| 14e semaine | Encanto : La Fantastique Famille Madrigal | Byron Howard, Jared Bush et Charise Castro Smith | 50 531                                           |           |
| 15e semaine | Encanto : La Fantastique Famille Madrigal | Byron Howard, Jared Bush et Charise Castro Smith | 36 088                                           |           |
| 16e semaine | Encanto : La Fantastique Famille Madrigal | Byron Howard, Jared Bush et Charise Castro Smith | 26 613                                           |           |
| 17e semaine | Encanto : La Fantastique Famille Madrigal | Byron Howard, Jared Bush et Charise Castro Smith | 39 734                                           |           |
| 18e semaine | Encanto : La Fantastique Famille Madrigal | Byron Howard, Jared Bush et Charise Castro Smith | 18 077                                           |           |

## Box-office par semaine
| # | Date (à partir du) | Film no 1                                 | Pays      | Entrées   |
| --- | ------------------ | ----------------------------------------- | --------- | --------- |
| En raison de la pandémie de Covid-19 et des mesures de confinement, les salles de cinéma sont fermées du 30 octobre 2020 au 18 mai 2021 et les sorties de films sont reportées. |                    |                                           |           |           |
| 20 | 19 mai 2021        | Adieu les cons                            |           | 513 607   |
| 21 | 26 mai 2021        | Adieu les cons                            | 206 447   |           |
| 22 | 2 juin 2021        | Adieu les cons                            | 156 343   |           |
| 23 | 9 juin 2021        | Conjuring : Sous l'emprise du Diable      |           | 665 476   |
| 24 | 16 juin 2021       | Conjuring : Sous l'emprise du Diable      | 409 283   |           |
| 25 | 23 juin 2021       | Cruella                                   | 379 133   |           |
| 26 | 30 juin 2021       | Cruella                                   | 570 401   |           |
| 27 | 7 juillet 2021     | Black Widow                               | 909 000   |           |
| 28 | 14 juillet 2021    | Fast and Furious 9                        | 1 301 589 |           |
| 29 | 21 juillet 2021    | Kaamelott : Premier Volet                 |           | 1 015 247 |
| 30 | 28 juillet 2021    | Kaamelott : Premier Volet                 | 517 930   |           |
| 31 | 4 août 2021        | OSS 117 : Alerte rouge en Afrique noire   | 685 878   |           |
| 32 | 11 août 2021       | La Pat' Patrouille : Le Film              |           | 459 566   |
| 33 | 18 août 2021       | BAC Nord                                  |           | 483 381   |
| 34 | 25 août 2021       | BAC Nord                                  | 414 170   |           |
| 35 | 1er septembre 2021 | Shang-Chi et la Légende des Dix Anneaux   |           | 481 173   |
| 36 | 8 septembre 2021   | Shang-Chi et la Légende des Dix Anneaux   | 314 051   |           |
| 37 | 15 septembre 2021  | Dune                                      |           | 1 030 687 |
| 38 | 22 septembre 2021  | Dune                                      | 662 287   |           |
| 39 | 29 septembre 2021  | Dune                                      | 500 199   |           |
| 40 | 6 octobre 2021     | Mourir peut attendre                      |           | 1 384 858 |
| 41 | 13 octobre 2021    | Mourir peut attendre                      | 778 195   |           |
| 42 | 20 octobre 2021    | Venom: Let There Be Carnage               |           | 676 090   |
| 43 | 27 octobre 2021    | Mourir peut attendre                      |           | 602 815   |
| 44 | 3 novembre 2021    | Les Éternels                              |           | 775 467   |
| 45 | 10 novembre 2021   | Aline                                     |           | 595 211   |
| 46 | 17 novembre 2021   | Les Bodin's en Thaïlande                  |           | 580 181   |
| 47 | 24 novembre 2021   | Encanto : La Fantastique Famille Madrigal |           | 526 906   |
| 48 | 1er décembre 2021  | Encanto : La Fantastique Famille Madrigal | 410 852   |           |
| 49 | 8 décembre 2021    | Les Tuche 4                               |           | 852 098   |
| 50 | 15 décembre 2021   | Spider-Man: No Way Home                   |           | 2 867 515 |
| 51 | 22 décembre 2021   | Spider-Man: No Way Home                   | 1 737 100 |           |
| 52 | 29 décembre 2021   | Spider-Man: No Way Home                   | 1 013 337 |           |

## Classements complémentaires
- Box-office par années